# منعكس نفضة الكاحل

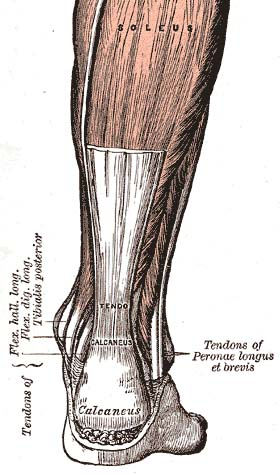

يحدث رد فعل الكاحل المنعكس والمعروف أيضًا باسم منعكس أخيل، عندما يُنقَر على وتر أخيل بينما يكون القدم مستقيمًا (أي يشكل مع الساق زاوية 90 تقريبًا). إنه نوع من ردود الفعل الممتدة التي تختبر وظيفة عضلة المعدة والعصب الذي يغذيها. تكون النتيجة الإيجابية هي ارتعاش القدم نحو سطحه الأخمصي. وكون المنعكس لوتر عميق؛ فهو أحادي الشدة.

## قيمة الجذر
يتوسط هذا المنعكس الجزء الفقري S1 من الحبل الشوكي.

## طريقة الإجراء
يكون كاحل المريض مرتخي وغير مشدود. يتم إعطاء ضربة صغيرة على وتر أخيل باستخدام مطرقة مطاطية (مطرقة المنعكسات) للحصول على الاستجابة. إذا لم يكن الممارس قادرًا على الحصول على استجابة، فيمكن تجربة مناورة ييندراسيك والتي تتم عن طريق أن يشبك المريض أصابع يديه ببعضهما ويحاول شد يديه للناحية الأخرى محاولًا تفكيكهما. تُصَنَّف درجة الاستجابة من 0-4 وفقًا لنظام درجات المنعكس.

## غياب رعشة الكاحل
يتحقق رد فعل أخيل مما إذا كانت جذور العصب S1 و S2 سليمة ويمكن أن تشير إلى أمراض العصب الوركي. يتأخر بشكل كلاسيكي في قصور الغدة الدرقية (الغدة الدرقية الكسولة). عادة ما يكون هذا الانعكاس غائبًا في فتق القرص على مستوى L5-S1. انخفاض في رد الفعل «رعشة الكاحل» قد يكون أيضًا مؤشرا على اعتلال الأعصاب المحيطية.

### الأسباب الشائعة
- انزلاق غضروفي
- تضيق العمود الفقري القطني
- اضطراب الغدد الصماء
  - قصور الدرقية
- اعتلال العصب الوركي
- اضطراب الضفيرة القطنية العجزية
- تصلب جانبي ضموري
- متلازمة ذنب الفرس
- اعتلال الجذور
- متلازمة آدي
- مرض مجهول السبب
- صدمة
  - ارتجاج الدماغ، النخاع الشوكي
- انخفاض درجة الحرارة
- أمراض ناتجة عن عدوى
  - تابس ظهري
  - شلل الأطفال، حاد
  - عدوى القرص القطني / القيحي
  - التهاب العنكبوتية القطني العجزي
  - اضطرابات ورم
    - أولي
    - ثانوي

  - حساسية، مرض النسيج الضام، أمراض المناعة

### الأسباب النادرة
- فقد البروتين الشحمي بيتا من الدم
- اضطرابات الكهرل
  - نقص بوتاسيوم الدم
- اضطرابات القصور (النقص)
  - نقص فيتامين إي
- اضطرابات النمو الخلقية
- الاضطرابات الوراثية
- الأدوية